# Yoshiki Tonogai
Yoshiki Tonogai (外海良基, Tonogai Yoshiki, Shiga, 14 maart) is een Japans mangaka. Hij illustreerde de manga Higurashi When They Cry: Time Killing Arc. Ook tekende en schreef hij de psychologische thriller Doubt, welke hij vervolledigde in februari 2009. Doubt kreeg twee vervolgen: Judge en Secret. Doubt werd zowel in de Verenigde Staten als in verscheidene Europese landen uitgebracht. Uitgeverij Kana verzorgde de Nederlandstalige editie.
Tonogai was vroeger de assistent van Atsushi Okubo, de auteur van Soul Eater.

## Oeuvre
| Titel                                     | Jaar      | Nota's                                                                       | Bronnen |
| ----------------------------------------- | --------- | ---------------------------------------------------------------------------- | ------- |
| Higurashi When They Cry: Time-Killing Arc | 2006      | 2 volumes                                                                    |         |
| Doubt                                     | 2007-2009 | Uitgegeven in Monthly Shonen Gangan Gepubliceerd door Square Enix, 4 volumes |         |
| Judge                                     | 2010-2012 | Uitgegeven in Monthly Shonen Gangan Gepubliceerd door Square Enix, 6 volumes |         |
| Secret                                    | 2013-2015 | Uitgegeven in Monthly Shonen Gangan Gepubliceerd door Square Enix, 3 volumes |         |

- Biblioteca Nacional de España: XX5650024
- Bibliothèque nationale de France: cb16133088r (data)
- CiNii: DA19350085
- Gemeinsame Normdatei: 1238648576
- International Standard Name Identifier: 0000 0000 8169 784X
- Library of Congress Control Number: no2010111761
- Bibliotheek van het Japanse parlement: 01059150
- Nederlandse Thesaurus van Auteursnamen: 337141177
- Système universitaire de documentation: 154732745
- Virtual International Authority File: 100349221
- WorldCat: E39PBJyRC6VbxqJycjrk8WcByd